# Episodi di Monster High (serie animata 2010) (prima stagione)
La prima stagione della serie televisiva animata Monster High, composta da 27 episodi, è stata pubblicata su YouTube e YouTube Kids dal 5 maggio 2010 al 3 aprile 2011. In italiano è stata resa disponibile dal 23 settembre 2010 al 12 luglio 2011.
| n° | Titolo originale                    | Titolo italiano                    | Prima visione originale | Prima visione Italia |
| -- | ----------------------------------- | ---------------------------------- | ----------------------- | -------------------- |
| 1  | Jaundice Brothers                   | I fratelli Jaundice                | 5 maggio 2010           | 23 settembre 2010    |
| 2  | Talon Show                          | Lo spettacolo di Talon             | 12 maggio 2010          | 23 settembre 2010    |
| 3  | Fear Squad                          | La squadra della paura             | 19 maggio 2010          | 23 settembre 2010    |
| 4  | Substitute Creature                 | Il supplente                       | 10 maggio 2010          | 23 settembre 2010    |
| 5  | Party Planners                      | Compleanno                         | 26 maggio 2010          | 23 settembre 2010    |
| 6  | Blue Lagoona                        | Il primo appuntamento              | 2 giugno 2010           | 23 settembre 2010    |
| 7  | Copy Canine                         | Copia canina                       | 9 giugno 2010           | 23 settembre 2010    |
| 8  | The Hot Boy                         | Il ragazzo fico                    | 16 giugno 2010          | 23 settembre 2010    |
| 9  | Bad Scare Day                       | Giorno di paura                    | 23 giugno 2010          | 23 settembre 2010    |
| 10 | Photo Finish                        | Foto finish                        | 30 giugno 2010          | 23 settembre 2010    |
| 11 | Cyrano De Ghoulia                   | Cyrano De Ghoulia                  | 7 luglio 2010           | 23 settembre 2010    |
| 12 | Bad Zituation                       | Brutta situazione                  | 14 luglio 2010          | 23 settembre 2010    |
| 13 | Clawditions                         | Fantaudizioni                      | 21 luglio 2010          | 23 settembre 2010    |
| 14 | Freedom Fight                       | Lotta per la libertà               | 28 luglio 2010          | 23 settembre 2010    |
| 15 | Totally Busted                      | Abbiamo chiuso!                    | 5 agosto 2010           | 23 settembre 2010    |
| 16 | Freakout Friday                     | Venerdì di paura                   | 31 ottobre 2010         | 27 giugno 2011       |
| 17 | Mad Science Fair                    | La fiera degli scienziati pazzi    | 7 novembre 2010         | 28 giugno 2011       |
| 18 | Shock and Awesome                   | Un film elettrizante               | 14 novembre 2010        | 29 giugno 2011       |
| 19 | The Good, the Bat, and the Fabulous | Il buono, il bello, il pipistrello | 21 novembre 2010        | 30 giugno 2011       |
| 20 | Rumor Run Wild                      | Le notizie corrono                 | 5 dicembre 2010         | 1 luglio 2011        |
| 21 | Fur Will Fly                        | Fuoco e fiamme                     | 12 dicembre 2010        | 4 luglio 2011        |
| 22 | Horrorscope                         | Orroscopo                          | 6 febbraio 2011         | 5 luglio 2011        |
| 23 | Idol Threat                         | La minaccia dell'idolo             | 13 febbraio 2011        | 6 luglio 2011        |
| 24 | Hatch Me If You Can                 | Uova a sorpresa                    | 20 febbraio 2011        | 7 luglio 2011        |
| 25 | Date of the Dead                    | Appuntamento col morto             | 27 febbraio 2011        | 8 luglio 2011        |
| 26 | A Scare of a Dare                   | Obitorio o verità?                 | 13 marzo 2011           | 11 luglio 2011       |
| 27 | Parent-Creature Conference          | Incontro mostri professori         | 3 aprile 2011           | 12 luglio 2011       |